# Beinn a’ Ghlò
Beinn a’ Ghlò – szczyt w paśmie Atholl i East Drumochter, w Grampianach Wschodnich. Leży w Szkocji, w regionie Perth and Kinross. Jest to najwyższy szczyt pasma Atholl i East Drumochter.